# Joel Gassmann
Joel Joaquín Gassmann (n. 20 de mayo de 1992, Crespo, Provincia de Entre Ríos) es un piloto argentino de automovilismo de velocidad. Iniciado en el ámbito del karting, tuvo participaciones a nivel provincial y nacional en las cuales obtuvo importantes pergaminos que le abrieron las puertas al automovilismo.
Debutó profesionalmente en 2008 compitiendo en el campeonato de la Fórmula Renault Plus, para luego pasar a competir en turismos. En 2010 debutó en la divisional Junior de la Top Race, donde disputó los dos campeonatos que se realizaron esa temporada.
Finalmente, en 2011 hizo su ingreso a las divisionales de la Asociación Corredores de Turismo Carretera al debutar en el TC Pista Mouras, donde consiguió finalizar segundo en el Play Off de dicha temporada, logrando una victoria. Entre 2012 y 2014 compitió en el TC Mouras logrando el ascenso a la divisional TC Pista en el año 2015. En esta última división se mantuvo activo hasta el año 2018.
Por último, en 2013 debutó en la Clase 2 del Turismo Nacional realizando dos competencias en esa temporada y parando para enfocarse en su carrera dentro del TC Mouras. Esta pausa tuvo fin en el año 2016 retornando y compitiendo hasta la primera mitad de la temporada 2019, consiguiendo en la segunda mitad de esta temporada el ascenso a la Clase 3.

## Trayectoria
| Año       | Categoría                                    | Automóvil         |
| --------- | -------------------------------------------- | ----------------- |
| 2004-2007 | Piloto de karts                              | Karting           |
| 2008      | Debut en Fórmula Renault Plus                | Crespi-Renault    |
| 2009      | Fórmula Renault Plus, 5 carreras             | Crespi-Renault    |
| 2009      | TPE 1600, 3 carreras                         | Volkswagen Gol    |
| 2010      | Debut en Top Race Junior                     | Ford Mondeo II    |
| 2010      | TPE 1600                                     | Volkswagen Gol    |
| 2011      | Debut en TC Pista Mouras                     | Ford Falcon       |
| 2011      | Debut en TC Pista Mouras                     | Dodge Cherokee    |
| 2012      | Debut en TC Mouras                           | Ford Falcon       |
| 2012      | Debut en TC Mouras                           | Dodge Cherokee    |
| 2013      | TC Mouras                                    | Ford Falcon       |
| 2013      | Debut en TN Clase 2, 2 carreras              | Ford Fiesta KD    |
| 2014      | TC Mouras                                    | Ford Falcon       |
| 2015      | Debut en TC Pista                            | Ford Falcon       |
| 2016      | TC Pista                                     | Ford Falcon       |
| 2016      | Invitado a la Olavarría 500 (debut en TC)    | Ford Falcon       |
| 2016      | Clase 2 del Turismo Nacional                 | Ford Fiesta KD    |
| 2017      | TC Pista                                     | Ford Falcon       |
| 2017      | Clase 2 del Turismo Nacional, 7 carreras     | Ford Fiesta KD    |
| 2018      | TC Pista                                     | Dodge Cherokee    |
| 2018      | Invitado a los 1000 km de Buenos Aires de TC | Dodge Cherokee    |
| 2019      | Clase 2 del Turismo Nacional, 7 carreras     | Ford Fiesta KD    |
| 2019      | Debut en TN Clase 3, 5 carreras              | Chevrolet Cruze I |
| 2020      | Clase 3 del Turismo Nacional                 | Chevrolet Cruze I |
| 2021      | Clase 3 del Turismo Nacional                 | Chevrolet Cruze I |

- [3][4]

### Trayectoria en Top Race
| Temporada | Categoría       | Equipo                  | Automóvil      | Posición            |
| --------- | --------------- | ----------------------- | -------------- | ------------------- |
| CA 2010   | Top Race Junior | JE Motorsport           | Ford Mondeo II | 16.º (18.00 puntos) |
| TC 2010   | Top Race Junior | SDE Pfening Competición | Ford Mondeo II | 27.º (7.00 puntos)  |

### Resultados completos TC Pista Mouras
| Temporada              | Temporada      | Fechas | Fechas | Fechas | Fechas | Fechas | Fechas | Fechas | Fechas | Fechas | Fechas | Fechas | Fechas | Fechas | Fechas | Posición final      |
| Equipos                | Automóvil      | Fechas | Fechas | Fechas | Fechas | Fechas | Fechas | Fechas | Fechas | Fechas | Fechas | Fechas | Fechas | Fechas | Fechas | Posición final      |
| 2011                   | 2011           | 01     | 02     | 03     | 04     | 05     | 06     | 07     | 08     | 09     | 10     | 11     | 12     | 13     | 14     | Posición final      |
| ---------------------- | -------------- | ------ | ------ | ------ | ------ | ------ | ------ | ------ | ------ | ------ | ------ | ------ | ------ | ------ | ------ | ------------------- |
| Guarnaccia Competición | Ford Falcon    | 34     | 5.º    | 19     | 8.º    | 6.º    | 37     | 6.º    | Ex.    |        |        |        |        |        |        | 6.º (117.00 puntos) |
| Di Meglio Motorsport   | Dodge Cherokee |        |        |        |        |        |        |        |        | 12     | 7.º    | 5.º    | 3.º    | 1.º    | 3.º    | 6.º (117.00 puntos) |

### Resultados completos TC Mouras
| Temporada             | Temporada      | Fechas                                                            | Fechas | Fechas | Fechas | Fechas | Fechas | Fechas | Fechas | Fechas | Fechas | Fechas | Fechas | Fechas | Fechas | Posición final       |
| Equipos               | Automóvil      | Fechas                                                            | Fechas | Fechas | Fechas | Fechas | Fechas | Fechas | Fechas | Fechas | Fechas | Fechas | Fechas | Fechas | Fechas | Posición final       |
| 2012                  | 2012           | 01                                                                | 02     | 03     | 04     | 05     | 06     | 07     | 08     | 09     | 10     | 11     | 12     | 13     | 14     | Posición final       |
| --------------------- | -------------- | ----------------------------------------------------------------- | ------ | ------ | ------ | ------ | ------ | ------ | ------ | ------ | ------ | ------ | ------ | ------ | ------ | -------------------- |
| Di Meglio Motorsport  | Ford Falcon    | 22                                                                | 20     | 27     | 23     |        |        |        |        |        |        |        |        |        |        | 18.º (80.25 puntos)  |
| Martínez Competición  | Ford Falcon    |                                                                   |        |        |        | 17     | 7.º    | 10     | 11     | 19     | 23     | 9.º    |        |        |        | 18.º (80.25 puntos)  |
| Castellano Power Team | Dodge Cherokee |                                                                   |        |        |        |        |        |        |        |        |        |        | 14     | 26     | 25     | 18.º (80.25 puntos)  |
|                       |                |                                                                   |        |        |        |        |        |        |        |        |        |        |        |        |        |                      |
| Temporada             | Temporada      | Fechas                                                            | Fechas | Fechas | Fechas | Fechas | Fechas | Fechas | Fechas | Fechas | Fechas | Fechas | Fechas | Fechas | Fechas | Posición final       |
| Equipos               | Automóvil      | Fechas                                                            | Fechas | Fechas | Fechas | Fechas | Fechas | Fechas | Fechas | Fechas | Fechas | Fechas | Fechas | Fechas | Fechas | Posición final       |
| 2013                  | 2013           | 01                                                                | 02     | 03     | 04     | 05     | 06     | 07     | 08     | 09     | 10     | 11     | 12     | 13     | 14     | Posición final       |
| Álvarez Competición   | Ford Falcon    | 16                                                                | 11     | SV     | 4.º    | NP     | 7.º    | 6.º    | 6.º    | 14     | 14     | SV     |        |        |        | 14.º (394.75 puntos) |
| Martínez Competición  | Ford Falcon    |                                                                   |        |        |        |        |        |        |        |        |        |        | 9.º    | 20     | 3.º    | 14.º (394.75 puntos) |
|                       |                |                                                                   |        |        |        |        |        |        |        |        |        |        |        |        |        |                      |
| Temporada             | Temporada      | Fechas                                                            | Fechas | Fechas | Fechas | Fechas | Fechas | Fechas | Fechas | Fechas | Fechas | Fechas | Fechas | Fechas | Fechas | Posición final       |
| Equipos               | Automóvil      | Fechas                                                            | Fechas | Fechas | Fechas | Fechas | Fechas | Fechas | Fechas | Fechas | Fechas | Fechas | Fechas | Fechas | Fechas | Posición final       |
| 2014                  | 2014           | [[Archivo:\|20x20px\|border\|Bandera del Partido de La Costa]] 01 | 02     | 03     | 04     | 05     | 06     | 07     | 08     | 09     | 10     | 11     | 12     | 13     | 14     | Posición final       |
| Martínez Competición  | Ford Falcon    | 5.º                                                               | 14     | 3.º    | 6.º    | 13     | SV     | 5.º    | 2.º    | 3.º    | 2.º    | 13     | 9.º    | 5.º    | 3.º    | 3.º (563.50 puntos)  |